# محمد فاروق
محمد فاروق هو صحفي، قاري، والمذيع من باكستان. وكان محرر مؤسس أول صحيفة باكستانية مساء، يوميا مساء الخاص من كويتا. كما انه كان يعمل لباكستان مؤسسة التلفزيون والراديو باكستان محمد فاروق وقد تم منح العديد من الجوائز الوطنية، بما في ذلك جائزة فخر الأداء من هيئة الإذاعة وباكستان، وباكستان التلفزيون رشحه أيضا لجائزة
بدأ محمد فاروق حياته المهنية في الصحافة كمحرر الفرعية من المشرق اليومية لاهور. كان قد شغل أيضا منصب رئيس مكتب لاهور اليومية المشرق كويتا. في عام 1997، انتقل فاروق إلى كويتا وعين رئيس تحرير الأخبار يوميا من المشرق كويتا. في 10 أغسطس عام 2001، أطلق أول الباكستانية مساء صحيفة يومية المساء الخاص من كويتا كمحرر المؤسسين
في عام 2004، أصبح محمد فاروق كما المحرر التنفيذي لصحيفة المشرق المشتركة كويتا .. وخلال مسيرته الصحفية كان يعمل أيضا لاهور يوميا الدين، اليومية الأخبار الإلكترونية لاهور، لاهور تايمز شهري التعليم، في الوقت الحاضر وهو يعمل كمحرر صحفي لاهور باكستان يوميا، واحدة من الصحف الرائدة في باكستان.